# آرتور آرون
آرتور آرون (انگلیسی: Arthur Frederick Aaron; زاده ۱۸۸۵ - درگذشته ؟) بازیکن فوتبال اهل انگلستان بود که سابقه بازی در باشگاه فوتبال ساوتپورت و باشگاه فوتبال استوک‌پورت کانتیرا کارنامه داشت.